# 1977

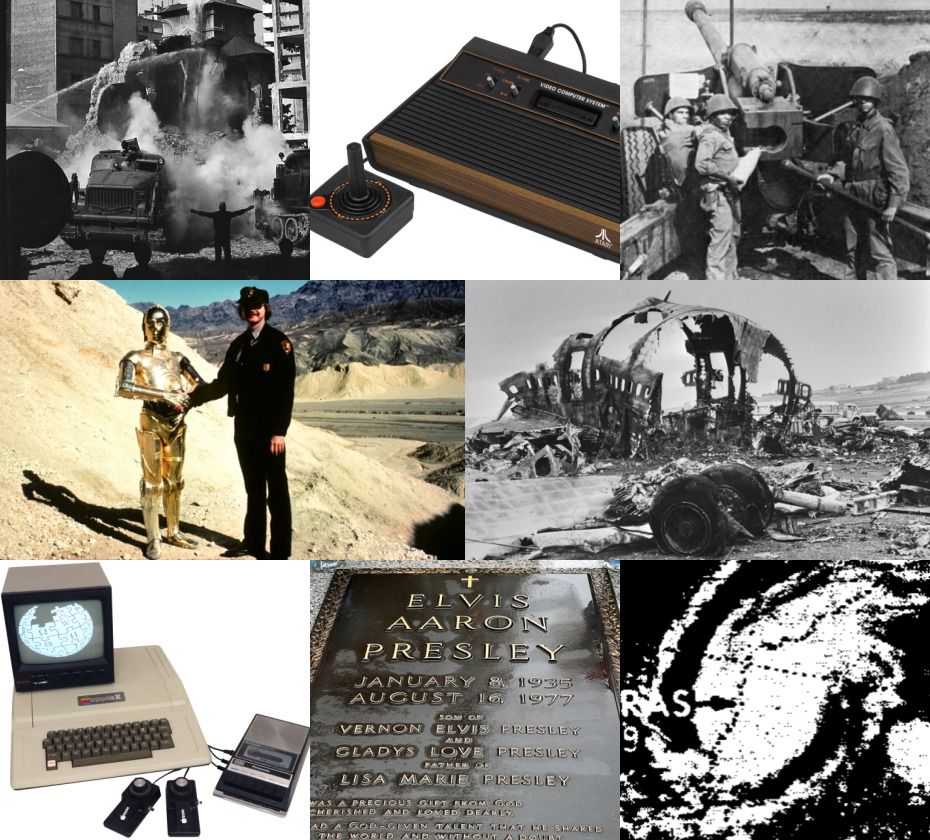

1977 (MCMLXXVII) là một năm thường bắt đầu vào Thứ bảy của lịch Gregory, năm thứ 1977 của Công nguyên hay của Anno Domini, the năm thứ 977  của thiên niên kỷ 2, năm thứ 77  của thế kỷ 20, và năm thứ  8   của thập niên 1970. 

## Sự kiện
Tháng 1
- 1 tháng 1: 
  - Kurt Furgler trở thành tổng thống Thụy Sĩ
  - Nhóm hoạt động vì quyền con người Charta 77 được thành lập trong Praha, Tiệp Khắc
- 3 tháng 1: Tập đoàn công nghệ Apple Inc. được hợp nhất
- 4 tháng 1: Tổ chức Revolutionäre Zellen (RZ) đánh bom một kho xăng dầu quân sự và tấn công kho vũ khí hạt nhân Mỹ trong Gießen, Đức.
- Tháng 3
- 4 tháng 3: Động đất 7,2 độ trong vùng Ploieşti, România, hơn 1.500 người chết
- 7 tháng 3: Đài Phát thanh - Truyền hình Bến Tre chính thức được thành lập
- 11 tháng 3: Angola trở thành thành viên trong UNESCO
- 15 tháng 3: Đài Phát thanh - Truyền hình Bình Thuận chính thức được thành lập
- 22 tháng 3: Comoros trở thành thành viên của UNESCO
- 27 tháng 3 : Thảm họa sân bay Tenerife ít nhất 583 hàng khách tử vong, đây là thảm họa hàng không thảm khốc nhất lịch sử hàng không
- Tháng 4
- 18 tháng 4: Đài Phát thanh - Truyền hình Điện Biên chính thức được thành lập
- 30 tháng 4: Quân đội Khmer Đỏ vào và quấy phá biên giới Việt Nam và gây nên vụ Thảm sát Ba Chúc
- Tháng 6
- 5 tháng 6: Đảo chính trong Seychelles, France-Albert René trở thành tổng thống.
- 15 tháng 6: Bầu cử tự do trong Tây Ban Nha lần đầu tiên sau 41 năm
- 20 tháng 6: Menachem Begin trở thành thủ tướng Israel.
- 27 tháng 6: Djibouti trở thành độc lập
- Tháng 7
- 28 tháng 7: Tây Ban Nha xin gia nhập Liên minh châu Âu
- Tháng 8
- 19 tháng 8: Đài Phát thanh - Truyền hình Cà Mau chính thức được thành lập
- Tháng 9
- 1 tháng 9: Đài Phát thanh - Truyền hình Bắc Giang chính thức được thành lập
- 2 tháng 9: 
  - Đài Phát thanh - Truyền hình Đồng Tháp chính thức được thành lập
  - Đài Phát thanh - Truyền hình Kiên Giang chính thức được thành lập
  - Đài Phát thanh - Truyền hình An Giang chính thức được thành lập
- 5 tháng 9-19 tháng 10: Phái Hồng quân bắt cóc và giết chết chủ tịch Hiệp hội chủ lao động Đức Hanns-Martin Schleyer
- 19 tháng 9: Đài Phát thanh - Truyền hình Thanh Hóa chính thức được tái lập
- 20 tháng 9: Việt Nam và Djibouti trở thành thành viên của Liên Hợp Quốc
- Tháng 10
- 2 tháng 10: Đài Phát thanh - Truyền hình Bình Dương chính thức được thành lập
- Tháng 11
- 1 tháng 11: Đài Phát thanh - Truyền hình Tây Ninh chính thức được thành lập
- 10 tháng 11: Tây Ban Nha trở thành thành viên của Hội đồng châu Âu
- Tháng 12
- 22 tháng 12: Đài Phát thanh - Truyền hình Vĩnh Long chính thức được thành lập

## Sinh

### Tháng 1
- 1 tháng 1:
  - Hasan Salihamidžić, cầu thủ bóng đá
  - Chad Hurley, đồng sáng lập YouTube
  - Oliver Thomas, nam ca sĩ Đức
- 3 tháng 1: Iizuka Mayumi, diễn viên lồng tiếng và ca sĩ J-pop người Nhật Bản
- 4 tháng 1:
  - Louisa Baileche, nữ ca sĩ, nghệ sĩ múa Pháp
  - David Millar, tay đua xe đạp Scotland
- 7 tháng 1: Guy Gross, ca sĩ nhạc pop Đức
- 8 tháng 1: Amber Benson, nữ diễn viên Mỹ
- 11 tháng 1: Anna Christina Friesinger, nữ vận động viên chạy đua trên băng Đức
- 13 tháng 1: Orlando Bloom, diễn viên Anh
- 14 tháng 1: Narain Karthikeyan, tay đua ô tô Ấn Độ
- 16 tháng 1:
  - Athirson, cầu thủ bóng đá Brasil
  - Darius Kampa, cầu thủ bóng đá Đức
  - Hoài An, nhạc sĩ trẻ Việt Nam
- 17 tháng 1:
  - Luca Paolini, tay đua xe đạp Ý
  - Leigh Whannell, diễn viên Úc, tác giả kịch bản
  - Hicham Zerouali, cầu thủ bóng đá Maroc (mất 2004)
- 18 tháng 1: Jean-Patrick Nazon, tay đua xe đạp Pháp
- 21 tháng 1:
  - Phil Neville, cầu thủ bóng đá Anh
  - Bradley Carnell, cầu thủ bóng đá Nam Phi
- 22 tháng 1:
  - Kirsten Münchow, nữ vận động viên điền kinh Đức
  - Nakata Hidetoshi, cựu cầu thủ bóng đá người Nhật Bản
- 24 tháng 1: Michelle Hunziker, người mẫu
- 25 tháng 1: Lidia Chojecka, nữ vận động viên điền kinh Ba Lan
- 26 tháng 1: Vince Carter, cầu thủ bóng rổ Mỹ
- 28 tháng 1: Daunte Culpepper, cầu thủ footbal Mỹ
- 31 tháng 1:
  - Kerry Washington, nữ diễn viên
  - Torri Edwards, nữ vận động viên điền kinh Mỹ

### Tháng 2
- 1 tháng 2: Libor Sionko, cầu thủ bóng đá Séc
- 2 tháng 2:
  - Jessica Wahls, nữ ca sĩ nhạc pop Đức
  - Shakira, nữ ca sĩ Colombia
- 3 tháng 2: Maitland Ward, nữ diễn viên Mỹ
- 5 tháng 2: Francisco José Lara Ruiz, tay đua xe đạp Tây Ban Nha
- 9 tháng 2: Björn Weikl, cầu thủ bóng đá Đức
- 10 tháng 2: Endre Lund Eriksen, nhà văn Na Uy
- 14 tháng 2:
  - Cadel Evans, tay đua xe đạp Úc
  - Donna Cruz, nữ ca sĩ, nữ diễn viên
- 17 tháng 2: Özgür Özata, diễn viên
- 18 tháng 2:
  - Beatrice Kaps-Zurmahr, nữ diễn viên Đức
  - Hugo Cunha, cầu thủ bóng đá chuyên nghiệp Bồ Đào Nha (mất 2005)
- 19 tháng 2: Gianluca Zambrotta, cầu thủ bóng đá Ý
- 22 tháng 2:
  - Hakan Yakin, cầu thủ bóng đá Thụy Sĩ
  - Minh Thư, nữ diễn viên, vũ công, ca sĩ, người mẫu Việt Nam
- 24 tháng 2: Jean-Pierre Vidal, vận động viên chạy ski Pháp

### Tháng 3
- 1 tháng 3: Rens Blom, vận động viên điền kinh Hà Lan
- 2 tháng 3: Chris Martin, nhạc sĩ Anh trong ban nhạc Coldplay
- 3 tháng 3: Ronan Keating, nam ca sĩ Ireland
- 4 tháng 3:
  - Daniel Klewer, cầu thủ bóng đá Đức
  - Ana Guevara, nữ vận động viên điền kinh Mexico
- 6 tháng 3: 
  - Giorgos Karagounis, cầu thủ bóng đá Hy Lạp
  - Huy Cường, diễn viên người Việt Nam
- 8 tháng 3:
  - Johann Vogel, cầu thủ bóng đá
  - James van der Beek, diễn viên Mỹ
  - Thanh Thảo, nữ ca sĩ người Việt Nam
  - Trần Thị Diệu Thúy, đại biểu Quốc hội Việt Nam
- 10 tháng 3: Stefan Blank, cầu thủ bóng đá Đức
- 17 tháng 3: Xabier Zandio, tay đua xe đạp Tây Ban Nha
- 18 tháng 3:
  - Willy Sagnol, cầu thủ bóng đá
  - Zdeno Chára, vận động viên khúc côn cầu trên băng Slovakia
- 23 tháng 3:
  - Wayne Carpendale, diễn viên Đức
  - Maxim Wiktorowitsch Marinin, vận động viên trượt băng nghệ thuật
- 25 tháng 3: Bùi Quang Huy, chính trị gia Việt Nam
- 27 tháng 3: Nils Winter, vận động viên điền kinh Đức (nhảy xa)

### Tháng 4
- 2 tháng 4: Annett Louisan, nữ ca sĩ Đức, nữ nhạc sĩ
- 5 tháng 4: Erhan Albayrak, cầu thủ bóng đá Đức
- 12 tháng 4: Sarah Monahan, nữ diễn viên Úc
- 13 tháng 4: Ángel Vicioso, tay đua xe đạp Tây Ban Nha
- 14 tháng 4: Sarah Michelle Gellar, nữ diễn viên Mỹ
- 16 tháng 4:
  - Thomas Rasmussen, cầu thủ bóng đá Đan Mạch
  - Fredrik Ljungberg, cầu thủ bóng đá Thụy Điển
- 17 tháng 4:
  - Chad Hedrick, vận động viên chạy đua trên băng
  - Frederik Magle, nhà soạn nhạc Đan Mạch và nghệ sĩ dương cầm
- 20 tháng 4: Grażyna Prokopek, nữ vận động viên điền kinh Ba Lan
- 22 tháng 4: Anthony Lurling, cầu thủ bóng đá Hà Lan
- 23 tháng 4: Kirsten Lee Clark, nữ vận động viên chạy ski Mỹ
- 24 tháng 4: 
  - Diego Placente, cầu thủ bóng đá Argentina
  - Tráng A Dương, Đại biểu Quốc hội Việt Nam
- 25 tháng 4: Christian Dubé, vận động viên khúc côn cầu trên băng Canada
- 26 tháng 4:
  - Christian Lenze, cầu thủ bóng đá Đức
  - Raphael Wicky, cầu thủ bóng đá
  - Tom Welling, diễn viên Mỹ
- 29 tháng 4: Attila Zsivóczky, vận động viên điền kinh Hungary

### Tháng 5
- 3 tháng 5: Maryam Mirzakhani, nhà toán học người Iran, phụ nữ đầu tiên nhận huy chương Fields năm 2014 (m. 2017)
- 5 tháng 5:
  - Jessica Schwarz, nữ diễn viên Đức
  - Tâm Đoan, nữ ca sĩ người Việt Nam
- 7 tháng 5: Roman Týce, cầu thủ bóng đá Séc
- 9 tháng 5: Iñigo Landaluze, tay đua xe đạp Tây Ban Nha
- 10 tháng 5: Nick Heidfeld, tay đua Công thức 1 Đức
- 11 tháng 5: Pablo García, cầu thủ bóng đá
- 13 tháng 5: Samantha Morton, nữ diễn viên Anh
- 15 tháng 5: Thái Quỳnh Mai Dung, nữ chính trị gia Việt Nam
- 16 tháng 5:
  - Jean-Sebastien Giguere, vận động viên khúc côn cầu trên băng
  - Emiliana Torrini, nữ ca sĩ, nhà soạn nhạc, sản xuất nhạc
  - Melanie Lynskey, nữ diễn viên New Zealand
- 20 tháng 5: Meiko Reißmann, nam ca sĩ Đức
- 25 tháng 5: Ngọc Trinh, diễn viên người Việt Nam
- 26 tháng 5: Luca Toni, cầu thủ bóng đá Ý
- 30 tháng 5: Rachael Stirling, nữ diễn viên Anh

### Tháng 6
- 4 tháng 6: 
  - Steve Zampieri, tay đua xe đạp
  - Hoàng Thị Đôi, đại biểu Quốc hội Việt Nam
- 8 tháng 6: 
  - Kanye West, nhà sản xuất nhạc Mỹ
  - Quách Phẩm Siêu, nam diễn viên, người mẫu nổi tiếng của Trung Quốc
- 9 tháng 6: Predrag Stojaković, cầu thủ bóng rổ Serbi
- 10 tháng 6: Phạm Thị Bích Huệ, Sáng lập và Chủ tịch Western Pacific Group
- 11 tháng 6:
  - Pamela Großer, nữ diễn viên
  - Kim Hee-sun, nữ diễn viên người Hàn Quốc
- 12 tháng 6: Andreas Renz, vận động viên khúc côn cầu trên băng Đức
- 13 tháng 6: Rainer Schönfelder, vận động viên chạy ski Áo
- 14 tháng 6: 
  - Haiducii, nữ ca sĩ Romania
  - Hồ Quang Lộc, nam ca sĩ người Việt Nam
- 15 tháng 6: Trần Anh Vương, Tổng Giám đốc Western Pacific Group
- 17 tháng 6: Robin Grubert, nam ca sĩ Đức, nhà soạn nhạc
- 19 tháng 6: Maria Cioncan, nữ vận động viên điền kinh Romania (mất 2007)
- 21 tháng 6:
  - Jochen Hecht, vận động viên khúc côn cầu trên băng
  - Angelo Furlan, tay đua xe đạp Ý
- 22 tháng 6: Ingo Hertzsch, cầu thủ bóng đá Đức
- 24 tháng 6: Nguyễn Phi Hùng, ca sĩ, diễn viên Việt Nam
- 25 tháng 6: Tả Tiểu Thanh, MC, diễn viên nổi tiếng người Trung Quốc
- 27 tháng 6:
  - Raúl, cầu thủ bóng đá Tây Ban Nha
  - Sabine Dünser, nữ ca sĩ Liechtenstein (mất 2006)
- 29 tháng 6: Jens Matthies, cầu thủ bóng đá Đức
- 30 tháng 6: Tathiana Garbin, nữ vận động viên quần vợt Ý

### Tháng 7
- 1 tháng 7:
  - Jarome Iginla, vận động viên khúc côn cầu trên băng Canada
  - Liv Tyler, nữ diễn viên Mỹ
- 2 tháng 7: Hiếu Hiền, diễn viên người Việt Nam
- 3 tháng 7: Sandra Smisek, nữ cầu thủ bóng đá Đức
- 4 tháng 7: Denise Meili, nữ diễn viên
- 5 tháng 7: Nicolas Kiefer, vận động viên quần vợt Đức
- 6 tháng 7: 
  - Max Mirny, vận động viên quần vợt Belarus
  - Minh Tiệp, diễn viên người Việt Nam
- 7 tháng 7: Benjamin Huggel, cầu thủ bóng đá
- 8 tháng 7: Milo Ventimiglia, diễn viên Mỹ
- 9 tháng 7: Ross Antony, ca sĩ nhạc pop Đức
- 10 tháng 7: Lewan Kobiaschwili, cầu thủ bóng đá
- 11 tháng 7: Angelo Barletta, cầu thủ bóng đá Đức
- 13 tháng 7:
  - Kathleen Friedrich, nữ vận động viên điền kinh Đức
  - Suzuki Sarina, nữ diễn viên Nhật Bản
- 14 tháng 7: Viktoria von Thụy Điển, công chúa kế vị của Thụy Điển
- 15 tháng 7: Lana Parrilla, nữ diễn viên người Mỹ
- 18 tháng 7: Kelly Reilly, nữ diễn viên Anh
- 20 tháng 7: Alessandro dos Santos, cầu thủ bóng đá chơi cho Nhật Bản
- 21 tháng 7:
  - Sarah Biasini, nữ diễn viên Pháp, con gái của Romy Schneider
  - Danny Ecker, vận động viên thể thao, vận động viên điền kinh
- 24 tháng 7: Mehdi Mahdavikia, cầu thủ bóng đá
- 26 tháng 7: Rebecca St. James, nữ ca sĩ
- 27 tháng 7: Jonathan Rhys-Meyers, diễn viên Ireland
- 28 tháng 7:
  - Emanuel Ginóbili, cầu thủ bóng rổ Argentina
  - Mark Boswell, vận động viên điền kinh Canada
- 30 tháng 7: Jaime Pressly, nữ diễn viên Mỹ

### Tháng 8
- 1 tháng 8: Damien Saez, nhà soạn nhạc
- 2 tháng 8: Edward Furlong, diễn viên người Mỹ
- 3 tháng 8:
  - Tom Brady, tiền vệ bóng bầu dục người Mỹ
  - Kristina Köhler, chính trị gia người Đức
  - Rui Silva, vận động viên điền kinh người Bồ Đào Nha
  - Óscar Pereiro, tay đua xe đạp người Tây Ban Nha
- 8 tháng 8: Bianca Kappler, nữ vận động viên điền kinh người Đức
- 9 tháng 8: Ravshan Irmatov, trọng tài bóng đá người Uzbekistan
- 12 tháng 8: Iva Majoli, nữ vận động viên quần vợt người Croatia
- 13 tháng 8: Michael Klim, vận động viên bơi lội người Úc
- 17 tháng 8:
  - Tarja Turunen, nữ ca sĩ người Phần Lan
  - Thierry Henry, cầu thủ bóng đá người Pháp
- 18 tháng 8: Quách Thành Danh, ca sĩ người Việt Nam
- 19 tháng 8: Oliver Haidt, ca sĩ người Áo
- 24 tháng 8:
  - Robert Enke, cầu thủ bóng đá người Đức
  - Jürgen Macho, cầu thủ bóng đá
  - Denílson de Oliveira Araújo, cầu thủ bóng đá
- 26 tháng 8: 
  - Therese Alshammar, nữ vận động viên bơi lội người Thụy Điển
  - Trần Thu Hà, nữ ca sĩ người Việt Nam
- 27 tháng 8: 
  - Deco, cầu thủ bóng đá người Bồ Đào Nha
  - Trần Bội Kỳ, nữ diễn viên người Đài Loan
- 28 tháng 8: Hồng Ánh, nữ diễn viên người Việt Nam
- 29 tháng 8: John Hensley, diễn viên người Mỹ
- 30 tháng 8:
  - Shaun Alexander, cầu thủ bóng bầu dục người Mỹ
  - Félix Sánchez, vận động viên điền kinh
  - Kamil Kosowski, cầu thủ bóng đá người Ba Lan
- 31 tháng 8: Trinh Trinh, nghệ sĩ cải lương người Việt Nam

### Tháng 9
- 1 tháng 9:
  - David Albelda, cầu thủ bóng đá Tây Ban Nha
  - Jerry Azumah, cầu thủ football Mỹ
- 2 tháng 9: Marek Mintál, cầu thủ bóng đá Slovakia
- 3 tháng 9: Olof Mellberg, cầu thủ bóng đá Thụy Điển
- 4 tháng 9: Teresa Marinowa, nữ vận động viên điền kinh Bulgaria, huy chương Thế Vận Hội
- 5 tháng 9: Thanh Thúy, nữ ca sĩ Việt Nam
- 7 tháng 9: Lucas Bernardi, cầu thủ bóng đá Argentina
- 8 tháng 9: Jason Collier, cầu thủ bóng rổ Mỹ (mất 2005)
- 11 tháng 9: Ludacris, rapper, diễn viên Mỹ
- 13 tháng 9: Fiona Apple, nữ nhạc sĩ
- 14 tháng 9: Alexsandro de Souza, cầu thủ bóng đá Brasil
- 17 tháng 9: Juan Antonio Flecha, tay đua xe đạp Tây Ban Nha
- 19 tháng 9: Emil Sutovsky, kiện tướng cờ vua Israel
- 21 tháng 9: Tobias Sammet, nam ca sĩ Đức
- 22 tháng 9: Thu Minh, nữ ca sĩ Việt Nam
- 24 tháng 9: Frank Fahrenhorst, cầu thủ bóng đá Đức
- 25 tháng 9: Clea DuVall, nữ diễn viên Mỹ
- 27 tháng 9:
  - Caterina Murino, nữ diễn viên Ý
  - Andrus Värnik, vận động viên điền kinh Estonia
- 29 tháng 9: Kerstin Stegemann, nữ cầu thủ bóng đá Đức

### Tháng 10
- 1 tháng 10: Dwight Phillips, vận động viên điền kinh Mỹ
- 2 tháng 10: Didier Défago, vận động viên chạy ski
- 4 tháng 10:
  - Bartłomiej Macieja, người đánh cờ Ba Lan
  - Ana Johnsson, nữ ca sĩ Thụy Điển
- 6 tháng 10:
  - Daniel Brière, vận động viên khúc côn cầu trên băng Canada
  - Alan Stubbs, cầu thủ bóng đá Anh
- 11 tháng 10: Jelena Bereschnaja, vận động viên trượt băng nghệ thuật
- 12 tháng 10:
  - Jessica Barker, nữ diễn viên Canada
  - Kenyon Jones, cầu thủ bóng rổ Mỹ (mất 2005)
- 13 tháng 10: Antonio Di Natale, cầu thủ bóng đá Ý
- 14 tháng 10: Monique (Sängerin), nữ ca sĩ
- 15 tháng 10: David Trézéguet, cầu thủ bóng đá Pháp
- 16 tháng 10: John Mayer, nam ca sĩ Mỹ, nhạc sĩ
- 25 tháng 10: Birgit Prinz, nữ cầu thủ bóng đá Đức
- 28 tháng 10:
  - Rolf-Christel Guié-Mien, cầu thủ bóng đá Cộng hòa Congo
  - Lâm Hùng, ca sĩ nhạc pop Việt Nam
- 29 tháng 10: Thanh Phương, nam diễn viên Việt Nam (m. 2008)
- 31 tháng 10:
  - Ramona Pop, nữ chính trị gia Đức
  - Sylviane Félix, nữ vận động viên điền kinh Pháp

### Tháng 11
- 10 tháng 11: Brittany Murphy, nữ diễn viên Mỹ
- 11 tháng 11: Maniche, cầu thủ bóng đá Bồ Đào Nha
- 13 tháng 11: Huỳnh Hiểu Minh, diễn viên, ca sĩ Trung Quốc
- 16 tháng 11:
  - Maxim Stawiski, vận động viên trượt băng nghệ thuật Bulgaria
  - Oksana Bajul, nữ vận động viên trượt băng nghệ thuật Ukraina
  - Maggie Gyllenhaal, nữ diễn viên Mỹ
- 24 tháng 11: Colin Hanks, diễn viên Mỹ
- 25 tháng 11: Guillermo Cañas, vận động viên quần vợt Argentina
- 26 tháng 11: Ivan Basso, tay đua xe đạp Ý
- 30 tháng 11: Timo Wenzel, cầu thủ bóng đá Đức

### Tháng 12
- 4 tháng 12: Darvis Patton, vận động viên điền kinh người Mỹ
- 6 tháng 12: 
  - Finlay Mickel, vận động viên chạy ski người Anh
  - Hạ Vy, nữ ca sĩ người Việt Nam/Mỹ
- 7 tháng 12: Delron Buckley, cầu thủ bóng đá
- 9 tháng 12: Imogen Heap, nữ ca sĩ, nhạc sĩ, nhà sản xuất nhạc người Anh
- 11 tháng 12: Mark Streit, vận động viên khúc côn cầu trên băng
- 12 tháng 12: 
  - Bridget Hall, người mẫu
  - Cát Tường, nữ diễn viên người Việt Nam
- 13 tháng 12: Kerstin Kramer, nữ diễn viên Đức
- 19 tháng 12: Elisa Toffoli, nữ ca sĩ  người Ý
- 21 tháng 12: 
  - Klodian Duro, cầu thủ bóng đá
  - Emmanuel Macron, đương kim Tổng thống thứ 26 của Pháp (2022–nay); Tổng thống thứ 25 của Pháp (2017–2022)
- 26 tháng 12: Kai Gehring, chính trị gia người Đức
- 27 tháng 12:
  - Florence Ekpo-Umoh, nữ vận động viên điền kinh người Đức
  - Fatih Akyel, cầu thủ bóng đá người Thổ Nhĩ Kỳ
- 28 tháng 12:
  - Thomas Kleine, cầu thủ bóng đá người Đức
  - Derrick Brew, vận động viên điền kinh người Mỹ
- 30 tháng 12:
  - Marco Reich, cầu thủ bóng đá
  - Glory Alozie, nữ vận động viên điền kinh người Tây Ban Nha
  - Tú Sương, nghệ sĩ cải lương người Việt Nam
- 31 tháng 12: 
  - Lâm Khánh Chi (Huỳnh Phương Khanh), ca sĩ, diễn viên chuyển giới người Việt Nam
  - Psy (Park Jae-Sang), ca sĩ người Hàn Quốc

### Không rõ ngày, tháng
- Lucas Pope, nhà thiết kế trò chơi điện tử người Mỹ

## Mất

### Tháng 1
- 1 tháng 1: Michael Thomas Mann, nhạc sĩ Đức (sinh 1919)
- 6 tháng 1: Johannes Lilje, nhà thần học Đức, sử gia về nghệ thuật (sinh 1899)
- 12 tháng 1: Henri-Georges Clouzot, đạo diễn phim Pháp (sinh 1907)
- 14 tháng 1: Anaïs Nin, nhà văn nữ Mỹ (sinh 1903)
- 15 tháng 1: Hermann Schwann, chính trị gia Đức (sinh 1898)
- 15 tháng 1: Hans Alser, vận động viên bóng bàn Thụy Điển (sinh 1942)
- 15 tháng 1: Herbert Ihering, nhà báo Đức (sinh 1888)
- 16 tháng 1: Leif Panduro, nhà văn Đan Mạch (sinh 1923)
- 17 tháng 1: Wolf Schmidt, nhà báo Đức, diễn viên (sinh 1913)
- 18 tháng 1: Max Reimann, chính trị gia Đức (sinh 1898)
- 18 tháng 1: Carl Zuckmayer, nhà văn Đức (sinh 1896)
- 19 tháng 1: Knud von Kühlmann-Stumm, chính trị gia Đức (sinh 1916)
- 22 tháng 1: Pascual Pérez, võ sĩ quyền Anh Argentina, huy chương Thế Vận Hội, vô địch thế giới (sinh 1926)
- 26 tháng 1: Dietrich von Hildebrand, triết gia Công giáo, nhà thần học, tác giả (sinh 1889)
- 28 tháng 1: Benito Quinquela Martín, họa sĩ Argentina (sinh 1890)

### Tháng 2
- 1 tháng 2: Edmond Hamilton, tác giả Mỹ (sinh 1904)
- 4 tháng 2: Achille Campanile, nhà báo Ý (sinh 1899)
- 5 tháng 2: Oskar Klein, nhà vật lý học Thụy Điển (sinh 1894)
- 5 tháng 2: Isaac Yefremovich Boleslavsky, người đánh cờ Xô Viết (sinh 1919)
- 10 tháng 2: Sergey Vladimirovich Ilyushin, kĩ sư Nga, người chế tạo máy bay (sinh 1894)
- 11 tháng 2: Fakhruddin Ali Ahmed, chính trị gia Ấn Độ, tổng thống (sinh 1905)
- 13 tháng 2: Otto Niebergall, chính trị gia Đức (sinh 1904)
- 14 tháng 2: Ok Formenoy, cầu thủ bóng đá Hà Lan (sinh 1899)
- 16 tháng 2: Rózsa Péter, nhà toán học Hungary (sinh 1905)
- 16 tháng 2: Janani Luwum, tổng Giám mục Uganda (sinh 1922)
- 17 tháng 2: Blinky Palermo, họa sĩ Đức (sinh 1943)
- 21 tháng 2: Heinrich Auge, chính trị gia Đức (sinh 1898)
- 27 tháng 2: Lotte Neumann, nữ diễn viên Đức (sinh 1889)

### Tháng 3
- 10 tháng 3: Friedrich Schnack, thi sĩ Đức (sinh 1888)
- 13 tháng 3: Jan Patočka, triết gia Séc (sinh 1907)
- 18 tháng 3: Marien Ngouabi, cựu tổng thống của Cộng hòa Congo (sinh 1938)
- 19 tháng 3: Pehr Edman, nhà hóa sinh Thụy Điển (sinh 1914)
- 23 tháng 3: Emile Biayenda, tổng Giám mục Brazzaville, Hồng y Giáo chủ (sinh 1927)
- 24 tháng 3: Conrad Felixmüller, họa sĩ (sinh 1897)
- 25 tháng 3: Alphonse Massemba-Débat, cựu tổng thống của Cộng hòa Congo (sinh 1921)
- 25 tháng 3: Nunnally Johnson, tác giả kịch bản Mỹ (sinh 1897)
- 27 tháng 3: Jacob Louis Veldhuyzen van Zanten, phi công và huấn luyện viên bay người Hà Lan (sinh 1927)
- 28 tháng 3: Gustav Schickedanz, doanh nhân (sinh 1895)
- 28 tháng 3: Waldo de los Rios, nghệ sĩ dương cầm, nhà soạn nhạc (sinh 1934)

### Tháng 4
- 5 tháng 4: Carlos Prío Socarrás, tổng thống Cuba (sinh 1903)
- 5 tháng 4: Luperce Miranda, nhà soạn nhạc (sinh 1904)
- 7 tháng 4: Siegfried Buback, luật gia (sinh 1920)
- 11 tháng 4: Jacques Prévert, tác giả Pháp, thi sĩ (sinh 1900)
- 17 tháng 4: Richard Brauer, nhà toán học (sinh 1901)
- 17 tháng 4: William John Conway, tổng Giám mục Armagh, Hồng y Giáo chủ (sinh 1913)
- 19 tháng 4: Günter Bruno Fuchs, nhà văn Đức, nghệ sĩ tạo hình (sinh 1928)
- 19 tháng 4: Johannes Spörl, nhà sử học (sinh 1904)
- 20 tháng 4: Wilmer Allison, vận động viên quần vợt Mỹ (sinh 1904)
- 24 tháng 4: Martin Heix, chính trị gia Đức (sinh 1903)

### Tháng 5
- 5 tháng 5: Ludwig Erhard, bộ trưởng Bộ Kinh tế Đức, thủ tướng liên bang (sinh 1897)
- 9 tháng 5: James Jones, nhà văn Mỹ (sinh 1921)
- 10 tháng 5: Joan Crawford, nữ diễn viên Mỹ (sinh 1908)
- 16 tháng 5: Modibo Keïta, cựu tổng thống của Mali (sinh 1915)
- 17 tháng 5: Erwin Wilhelm Müller, nhà vật lý học (sinh 1911)
- 20 tháng 5: Benno bá tước, chính trị gia Đức
- 22 tháng 5: Hampton Hawes, nhạc sĩ nhạc jazz Mỹ (sinh 1928)
- 26 tháng 5: Billy Powell, nam ca sĩ Mỹ (sinh 1942)
- 30 tháng 5: Claire Goll, nữ nhà báo (sinh 1890)

### Tháng 6
- 3 tháng 6: Archibald Vivian Hill, nhà sinh lý học Anh (sinh 1886)
- 3 tháng 6: Roberto Rossellini, đạo diễn phim Ý (sinh 1906)
- 5 tháng 6: Sleepy John Estes, nhạc sĩ blues Mỹ (sinh 1904)
- 16 tháng 6: Werner Eggerath, chính trị gia Đức (sinh 1900)
- 22 tháng 6: Paul Oppenheim, nhà hóa học Đức, triết gia, nhà tư bản công nghiệp (sinh 1885)
- 25 tháng 6: Petko Stajnow, nhà soạn nhạc Bulgaria (sinh 1896)
- 26 tháng 6: Ulrich Neuenschwander, nhà thần học (sinh 1922)
- 30 tháng 6: Karl Scherm, cầu thủ bóng đá Đức (sinh 1904)

### Tháng 7
- 2 tháng 7: Vladimir Nabokov, nhà văn Nga (sinh 1899)
- 12 tháng 7: Waldemar Kraft, chính trị gia Đức (sinh 1898)
- 13 tháng 7: Hermann Kemper, nhà phát minh (sinh 1892)
- 15 tháng 7: Konstantin Aleksandrovich Fedin, nhà văn Nga, diễn viên (sinh 1892)
- 16 tháng 7: Francesco Roberti, Hồng y Giáo chủ (sinh 1889)
- 18 tháng 7: Josef Korbel, nhà ngoại giao Tiệp Khắc (sinh 1909)
- 20 tháng 7: Friedrich Georg Jünger, nhà thơ trữ tình Đức, nhà văn tiểu luận (sinh 1898)
- 21 tháng 7: Henry Vahl, diễn viên sân khấu (sinh 1897)
- 25 tháng 7: Kurt Meyer-Eberhardt, họa sĩ Đức (sinh 1895)
- 26 tháng 7: Oskar Morgenstern, nhà kinh tế học (sinh 1902)
- 27 tháng 7: Jacob Marschak, nhà kinh tế học, nhà khoa học (sinh 1898)
- 29 tháng 7: Carl Hesberg, chính trị gia Đức (sinh 1898)

### Tháng 8
- 2 tháng 8: Manuel Gonçalves Cerejeira, tổng Giám mục Lissabon, Hồng y Giáo chủ (sinh 1888)
- 4 tháng 8: Ernst Bloch, triết gia Đức (sinh 1885)
- 5 tháng 8: Max Kaus, họa sĩ (sinh 1891)
- 7 tháng 8: Dino Staffa, Hồng y Giáo chủ (sinh 1906)
- 13 tháng 8: Henry Williamson, nhà văn Anh (sinh 1895)
- 16 tháng 8: Elvis Aron Presley, Vua nhạc rock and roll (sinh 1935)
- 17 tháng 8: Delmer Daves, tác giả kịch bản Mỹ, đạo diễn phim (sinh 1904)

### Tháng 9
- 1 tháng 9: Ethel Waters, nữ diễn viên Mỹ, nữ ca sĩ (sinh 1896)
- 1 tháng 9: Karl Herold, chính trị gia Đức (sinh 1921)
- 8 tháng 9: Carl von Campe, chính trị gia Đức (sinh 1894)
- 8 tháng 9: Zero Mostel, diễn viên Mỹ (sinh 1915)
- 11 tháng 9: Paul Burkhard, nhà soạn nhạc (sinh 1911)
- 12 tháng 9: Robert Lowell, thi sĩ Mỹ (sinh 1917)
- 13 tháng 9: Leopold Stokowski, người điều khiển dàn nhạc Anh (sinh 1882)
- 16 tháng 9: Maria Callas, ca sĩ opera vĩ đại người Mỹ gốc Hy Lạp (sinh 1923)
- 16 tháng 9: Marc Bolan, nam ca sĩ, người chơi đàn ghita (sinh 1947)
- 25 tháng 9: Gerhard Winkler, nhà soạn nhạc Đức (sinh 1906)
- 26 tháng 9: Franz Böhm, chính trị gia Đức (sinh 1895)
- 29 tháng 9: Hans Habe, nhà báo Đức, nhà văn, tác giả kịch bản (sinh 1911)
- 29 tháng 9: Alexander Nikolayevich Tcherepnin, nhà soạn nhạc Nga (sinh 1899)
- 30 tháng 9: Heinrich Gretler, diễn viên (sinh 1897)

### Tháng 10
- 3 tháng 10: Tay Garnett, đạo diễn phim Mỹ (sinh 1894)
- 4 tháng 10: Artur Sträter, chính trị gia Đức (sinh 1902)
- 4 tháng 10: Peter Blachstein, chính trị gia Đức, nhà ngoại giao (sinh 1911)
- 10 tháng 10: Lea Grundig, nữ họa sĩ Đức, nữ nghệ sĩ tạo hình. (sinh 1906)
- 14 tháng 10: Bing Crosby, nam ca sĩ Mỹ, diễn viên (sinh 1903)
- 18 tháng 10: Gudrun Ensslin, thành viên của RAF (sinh 1940)
- 18 tháng 10: Jan-Carl Raspe, thành viên của RAF (sinh 1944)
- 18 tháng 10: Andreas Baader, thành viên của RAF (sinh 1943)
- 20 tháng 10: Ronald Wayne Van Zant, nhạc sĩ Mỹ (sinh 1948)
- 21 tháng 10: Norman Thomas Gilroy, tổng Giám mục Sydney, Hồng y Giáo chủ (sinh 1896)
- 27 tháng 10: James M. Cain, nhà văn Mỹ (sinh 1892)
- 28 tháng 10: Miguel Mihura, nhà văn Tây Ban Nha (sinh 1905)
- 30 tháng 10: Renato Curi, cầu thủ bóng đá Ý (sinh 1953)

### Tháng 11
- 1 tháng 11: Franco Albini, kiến trúc sư Ý (sinh 1905)
- 2 tháng 11: Hans Erich Nossack, nhà văn Đức (sinh 1901)
- 4 tháng 11: Ernst Friedrich Schumacher, nhà kinh tế học Anh (sinh 1911)
- 17 tháng 11: Karl Berbuer, nhà soạn nhạc, ca sĩ (sinh 1900)
- 18 tháng 11: Kurt Schuschnigg, chính trị gia Áo (sinh 1897)
- 20 tháng 11: Maxie Wander, nữ nhiếp ảnh gia Đức, nữ nhà báo, nữ tác giả kịch bản, nhà văn nữ (sinh 1933)
- 22 tháng 11: Luigi Traglia, Hồng y Giáo chủ (sinh 1895)
- 26 tháng 11: Ruth Moufang, nữ gia toán học Đức (sinh 1905)
- 30 tháng 11: Miloš Crnjanski, thi sĩ (sinh 1893)

### Tháng 12
- 4 tháng 12: Fritz Oellers, chính trị gia Đức (sinh 1903)
- 5 tháng 12: Ursula Herwig, nữ diễn viên Đức (sinh 1935)
- 9 tháng 12: Clarice Lispector, nhà văn nữ (sinh 1920)
- 10 tháng 12: Adolph Rupp, huấn luyện viên bóng rổ Mỹ (sinh 1901)
- 11 tháng 12: Luis Humberto Salgado, nhà soạn nhạc (sinh 1903)
- 19 tháng 12: Jacques Tourneur, đạo diễn phim (sinh 1904)
- 19 tháng 12: Nellie Tayloe Ross, nữ chính trị gia Mỹ, nữ thống đốc của Wyoming (sinh 1876)
- 20 tháng 12: Walter Drechsel, chính trị gia Đức, nghị sĩ quốc hội liên bang (sinh 1902)
- 22 tháng 12: Frank Thiess, nhà văn (sinh 1890)
- 22 tháng 12: Ernst Waldbrunn, diễn viên Áo (sinh 1907)
- 22 tháng 12: Johann Nepomuk David, nhà soạn nhạc Áo (sinh 1895)
- 25 tháng 12: Charles Chaplin, đạo diễn phim Anh, diễn viên (sinh 1889)
- 26 tháng 12: Henk Angenent, cầu thủ bóng đá Hà Lan (sinh 1930)
- 26 tháng 12: Howard Hawks, đạo diễn phim (sinh 1896)

## Giải thưởng Nobel
- Hóa học - Ilya Prigogine
- Văn học - Vicente Aleixandre
- Hòa bình - Amnesty International
- Vật lý - Philip Warren Anderson, Sir Nevill Francis Mott, John Hasbrouck van Vleck
- Y học - Roger Guillemin, Andrew V. Schally, Rosalyn Yalow
- Kinh tế - Bertil Ohlin, James Meade